# Parco della Rimembranza (Cesena)
Il Parco della Rimembranza è un giardino pubblico cittadino di Cesena; realizzato nel 1922 sulle pendici del colle Garampo su cui sorge la Rocca Malatestiana, presenta piante rare e tavoli per pic-nic. In corrispondenza dell'entrata su Viale Mazzoni è collocato il monumento ai caduti della Grande Guerra.

## Storia

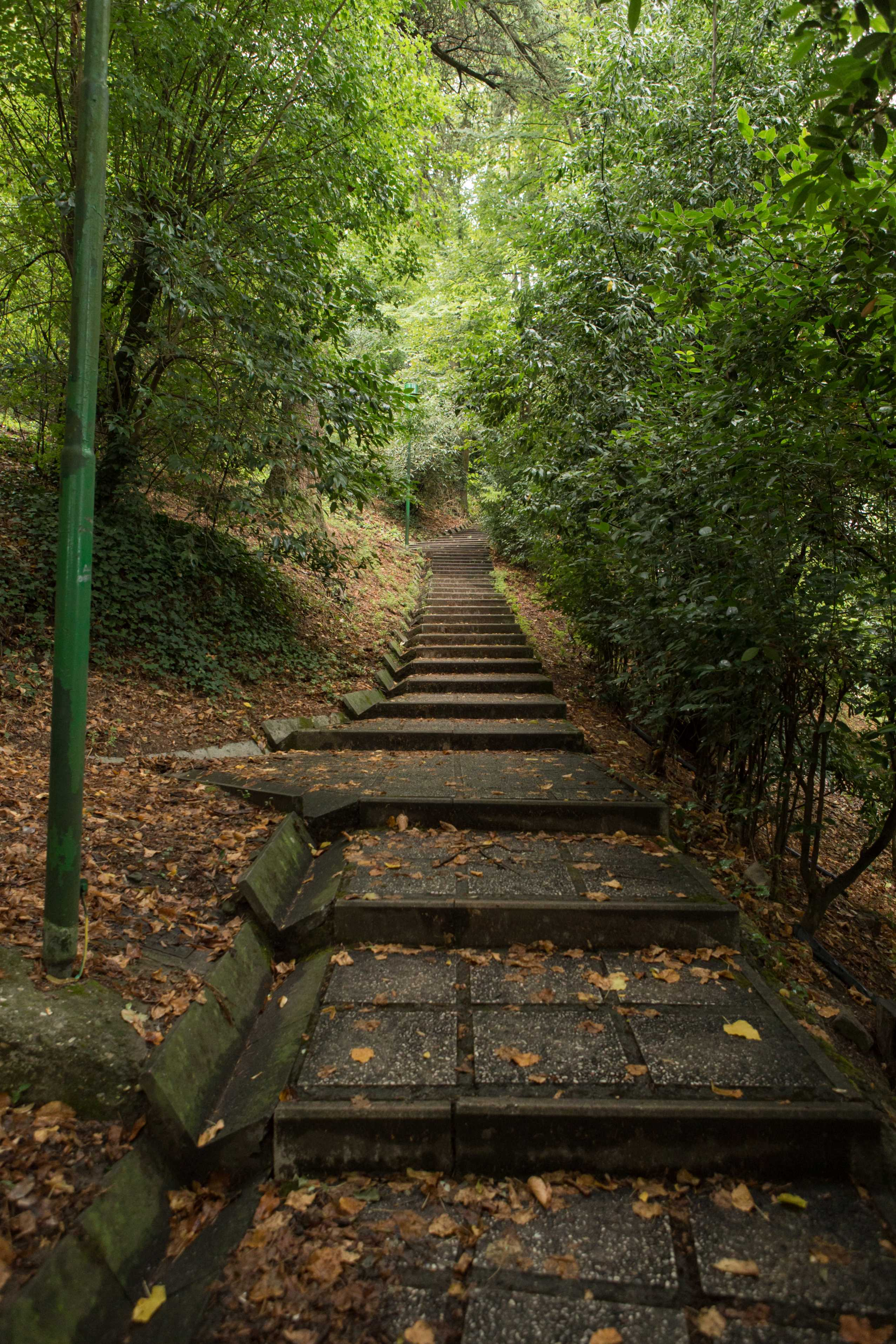
Uno dei percorsi pedonali all'interno del parco

Il colle su cui sorge la rocca rimase brullo e senza vegetazione per diversi secoli fino a quando, alla fine dell'800, dopo la demolizione del Borgo Chiesanuova, si iniziò a progettare una sua sistemazione. Il parco venne inaugurato nel 1924 e dedicato ai 600 soldati cesenati morti nella Prima Guerra Mondiale. Per ciascuno di essi venne piantato un albero. Sotto il parco venne poi costruito un rifugio antiaereo.